# Parc régional des Appalaches
Le parc des Appalaches est un parc régional situé dans la municipalité régionale de comté de Montmagny dans la région de la Chaudière-Appalaches, au Québec, au Canada.
Le parc offre une gamme d'activités de plein air dont 140 kilomètres de sentiers de randonnées. Il offre aussi divers services d'hébergement en camping, refuges ou chalets. Le territoire du parc comprend lacs, forêts, rivières, marais, tourbières et monts. Le parc se distingue en permettant la présence des chiens pour accompagner leur maître.

## Toponymie
Le nom du parc régional des Appalaches provient de la chaîne de montagnes où il se trouve. Le toponyme a été officialisé le 28 septembre 2004 par le Gouvernement du Québec.

## Historique
Créé en 1997, le parc des Appalaches se compose de nombreux sites naturels où l’on trouve eskers, chutes, tourbières, lacs, rivières, montagnes, dont la plus élevée est la montagne Grande Coulée (853 mètres), le mont Sugar Loaf (650 m) et la montagne du Lac Talon (580 m). Le parc est né de la collaboration entre huit municipalités locales qui ont créé la corporation du Parc des Appalaches. Cet organisme a su développer une grande variété d’infrastructures de plein air.

## Particularités géologiques

### Esker
Lors de la dernière époque glaciaire, une grande masse de glace recouvrait le Québec. Le mouvement des masses a arraché une couche du sol et érodé la surface du bouclier canadien. Lors du retrait des glaciers, des rivières sont apparues. Elles ont transporté et déposé des sédiments sous forme de crêtes allongées, rectilignes ou sinueuses. Ce sont ces dépôts que l'on nomme esker.
Les sentiers du Parc des Appalaches permettent de marcher sur le sommet de certains eskers, offrant ainsi un panorama en plongée. Des parcours ont été développés sur la crête de trois eskers.

### Bloc erratique
Un bloc erratique est un fragment de roche de taille relativement importante qui a été déplacé par un glacier, et ce, parfois sur une longue distance. On en retrouve quelques-uns dans le Parc des Appalaches.

### Les laves à structures coussinées
Les structures de laves que l'on peut observer au parc datent d'environ 550 millions d'années. Ces « coussins » sont des éruptions de laves qui se sont produites sous l'océan, longtemps avant la création des Appalaches.
Ces "coussins" sont visibles au sommet du Mont Sugar Loaf.

## Principales activités
En été, les usagers du parc peuvent faire notamment des randonnées pédestres sur un réseau de 140 kilomètres de sentier. Ce dernier permet entre autres l'accès au sommet de la montagne Grande Coulée, et du mont Sugar Loaf, ainsi que marcher le long de la Rivière Noire Nord-Ouest. Pour le vélo, le parc offre 14,5 kilomètres de sentier dans les tourbières de Saint-Just-de-Bretenières ainsi qu'un parcours de 6,5 kilomètres de vélo tout-terrain sur la montagne du Lac près de Lac-Frontière. Pour les activités nautiques, il est possible d'y pratiquer le canot, le kayak, la planche à pagaie ainsi que le canot-camping sur la rivière Noire-Nord-Ouest,. Des croisières en ponton sont aussi offertes sur la rivière Noire Nord-Ouest.  Pour la pêche, il est possible de pratiquer cette activité pour l'omble de fontaine dans la rivière Daaquam, le lac Carré, le ruisseau des Cèdres et la rivière à la Loutre. On peut aussi y taquiner le maskinongé dans la rivière Noire-Nord-Ouest et le lac Frontière. Finalement il est possible d'y pratiquer l'équitation.
En hiver, les usagers peuvent pratiquer la raquette, le ski de montagne, la trottinette des neiges, le Fatbike, le ski de fond, le traîneau à chiens, ainsi que participer à des activités et événements dont le Tour du lac.

## Hébergement
Les visiteurs peuvent être hébergés dans le parc en refuges, en camping, en chalets ou en auberges. Les trois sites de camping sont : camping du Randonneur, camping municipal Lac-Frontière et centre plein air Sainte-Apolline.

## Sentiers pédestres
Les visiteurs peuvent gravir le mont Sugar Loaf et la montagne de la Grande Coulée via les sentiers de randonnée balisés. Au sommet, les points de vue offrent des panoramas sur cette région sauvage. Les 140 kilomètres de sentiers de diverses catégories permettent aux visiteurs de traverser des milieux humides, des eskers, des lacs et des cours d'eau dont la rivière Noire Nord-Ouest. Sur les sentiers, les visiteurs peuvent observer la flore, la faune et des tourbières. Les sentiers comportent des aires de repos et des sites d'observations.
| Numéro | Nom                                       | Longueur | Secteur                                 |
| ------ | ----------------------------------------- | -------- | --------------------------------------- |
| 1      | Sentier du Lac-Talon                      | 6 km     | Sentiers pédestres de Saint-Fabien      |
| 2      | Sentier de l'Érablière                    | 2 km     | Sentiers pédestres de Saint-Fabien      |
| 3      | Sentier des Chutes-du-Ruisseau-des-Cèdres | 3,5 km   | Sentiers pédestres de Saint-Fabien      |
| 4      | Sentier du Petit-Lac-des-Vases            | 4 km     | Sentiers pédestres de Saint-Fabien      |
| 5      | Sentier des Chutes-de-la-Devost           | 2,5 km   | Sentiers pédestres de Saint-Fabien      |
| 6      | Sentier du Portage                        | 2,5 km   | Sentiers pédestres de Saint-Fabien      |
| 7      | Sentier des Orignaux                      | 16 km    | Montagne Grande-Coulée                  |
| 8      | Sentier des Parois                        | 2,5 km   | Sentiers pédestres de Saint-Fabien      |
| 9      | Sentier des Collines                      | 3,5 km   | Lac Carré                               |
| 10     | Sentier du Pont-Brûlé                     | 6 km     | Mont Sugar Loaf                         |
| 11     | Sentier du Garde-Feu                      | 3 km     | Mont Sugar Loaf                         |
| 12     | Sentier Le Beauregard                     | 6,5 km   | Mont Sugar Loaf                         |
| 14     | Sentier des Castors                       | 6 km     | Mont Sugar Loaf                         |
| 15     | Sentier Le Trappeur                       | 4 km     | Tourbières de Saint-Just-de-Bretenières |
| 16     | Sentier Le Frontalier                     | 4 km     | Tourbières de Saint-Just-de-Bretenières |
| 17     | Sentier des Tourbières                    | 5 km     | Tourbières de Saint-Just-de-Bretenières |
| 18     | Sentier Le Petit-Maine                    | 16,5 km  | Tourbières de Saint-Just-de-Bretenières |
| 19     | Sentier Les Fantômes                      | 3 km     | Montagne Grande-Coulée                  |
| 20*    | Sentier des Abris-sous-Roches             | 1 km     | Montagne Grande-Coulée                  |
| 21*    | Sentier Le Lien                           | 2 km     | Montagne Grande-Coulée                  |
| 22     | Sentier Le Serpentin                      | 1 km     | Montagne Grande-Coulée                  |
| 23     | Sentier Le Raccourci                      | 1 km     | Mont Sugar Loaf                         |
| 24*    | Sentier Le Retour                         | 2 km     | Montagne Grande-Coulée                  |
| 25     | Sentier des Cabourons                     | 0,8 km   | Sentiers pédestres de Saint-Fabien      |
| 26     | Sentier Le Pêcheur                        | 2 km     | Sentiers pédestres de Saint-Fabien      |
| 27     | Sentier des Eskers                        | 4 km     | Montagne Grande-Coulée                  |
| 28     | Sentier Le Parcours-des-Caps              | 4 km     | Sentiers pédestres de Saint-Fabien      |
| 44*    | Sentier Le Merisier                       | 5 km     | Le Jardin des Gélinottes                |
| 46*    | Sentier Le Bûché                          | 4 km     | Le Jardin des Gélinottes                |
| 48*    | Sentier Le Geai-Gris                      | 48 km    | Le Jardin des Gélinottes                |
|        | Sentier des Cascades-de-la-Loutre         | 2 km     | Cascades de la Loutre                   |
|        | Sentier Le Défricheur                     | 9 km     | Mont Sugar Loaf                         |
|        | Sentier de la Montagne-du-Lac             | 3 km     | Montagne du Lac                         |

* Sentier hivernal seulement